# 花山院定雅
花山院 定雅（かさんのいん さだまさ）は、鎌倉時代初期から中期にかけての公卿、正二位右大臣左近衛大将。粟田口入道右大臣、または後花山院入道前右大臣と号する。右大臣花山院忠経の三男。花山院家6代当主。

## 来歴
以下、『公卿補任』ならびに『尊卑分脈』の内容に従って記述する。
- 元仁2年（1225年）1月23日、従五位下に叙される。
- 嘉禄2年（1226年）1月23日、侍従に任じられる。同年7月29日、中宮権亮を兼ねる。同年10月19日には禁色を許され、同年12月21日には従五位上に昇叙。
- 安貞元年（1227年）10月4日、正五位下に昇叙。
- 安貞2年（1228年）2月1日、従四位下に昇叙。
- 寛喜元年（1229年）8月25日に父・忠経が薨去したため喪に服す。9月21日に復任した。
- 寛喜3年（1231年）1月29日、阿波介を兼ね、同日に左近衛権中将に任じられる。同年10月28日、春宮権亮を兼ねる。
- 寛喜4年（1232年）1月5日、従四位上に昇叙。同年10月4日、蔵人頭となり、同年12月2日には正四位下に昇叙。
- 文暦元年（1234年）12月21日、参議に任じられる。左中将は元の如し。
- 文暦2年（1235年）1月23日、讃岐権守を兼ねる。同年8月30日、従三位に叙せられる。同年11月17日には近江権守を兼ねる。
- 嘉禎2年（1236年）6月9日、権中納言に任じられる。また、同年中に正三位に昇叙か。
- 嘉禎3年（1237年）12月25日、従二位に昇叙。
- 暦仁2年（1239年）1月27日、正二位に昇叙。同年10月28日、権大納言に任じられる。
- 建長2年（1250年）12月15日、大納言に転正し、同月24日には左近衛大将を兼ねる。
- 建長4年（1252年）7月20日、内大臣に任じられ左大将は元の如し。また同年11月3日には右大臣に転任。左大将は変わらず兼任。
- 建長5年（1253年）3月24日、左大将を辞した。
- 建長6年（1254年）11月17日、右大臣を辞した。
- 康元元年（1256年）11月27日[注 1]、出家し法名を隆覚とした。
- 永仁2年（1294年）2月30日、薨去。

## 系譜
- 父：花山院忠経
- 母：保子 - 権中納言一条能保女
- 室：権中納言二条定高女
  - 長男：花山院通雅（1232 - 1276）
  - 次男：花山院長雅（鷹司長雅）（1236 - 1287）
- 生母不明の子女
  - 三男：花山院定教（? - 1326）
  - 男子：浄雅 - 園城寺長吏
  - 女子：

## 補注
1. ↑  『百練抄』では12月27日の出家とする。